# Arcachon
Arcachon (gaskonjsko/okcitansko Arcaishon) je pristaniško in letoviško naselje ter občina v jugozahodni francoski regiji Akvitaniji, podprefektura departmaja Gironde. Leta 2009 je naselje imelo 11.441 prebivalcev.

## Geografija
Naselje se nahaja v pokrajini Gaskonji ob istoimenskem zalivu, delu Biskajskega zaliva, 62 km jugozahodno od Bordeauxa. Arcachonski zaliv je okronan  z največjo peščeno sipino v Evropi, Dune de Pyla. Jugovzhodno od naselja, v občini La Teste-de-Buch, leži francosko letališče Aéroport d'Arcachon - La Teste-de-Buch. 

## Uprava
Arcachon je sedež istoimenskega kantona, prav tako tudi sedež okrožja, v katerega so poleg njegovega vključeni še kantoni Audenge, Belin-Béliet in La Teste-de-Buch s 129.731 prebivalci.

## Zgodovina
Arcachon je bil ustanovljen sredi 19. stoletja. Še pred tem, ko je cesar Napoleon III. 2. maja 1857 podpisal njegov uradni »rojstni certifikat«, je na ozemlju Arcachona rasel gozd bora, hrasta in arbutusa, kjer je v lesenih kočah v toplejšem letnem obdobju živelo manj kot 400 ljudi, pretežno ribičev in kmetov. Z odobritvijo morskega kopanja se je za Arcachon začelo novo obdobje, ko se je tukaj uveljavil nov način življenja, predvsem za meščanstvo iz bližnjega Bordeauxa.

## Zanimivosti
- zaliv Arcachon s sipino Dune de Pyla,
- neorenesančni dvorec - kazino château Deganne iz sredine 19. stoletja,
- Belvédère sv. Cecilije,
- spomenik mrtvim v prvi svetovni vojni,
- neobizantinska cerkev Notre-Dame-des-Passes iz 19. stoletja.

## Pobratena mesta
- Amherst (Massachusetts, ZDA),
- Aveiro (Portugalska),
- Gardone Riviera (Lombardija, Italija),
- Goslar (Spodnja Saška, Nemčija),
- Pescara (Abruzzi, Italija).